# Slime You Out
Slime You Out è un singolo del rapper americano-canadese Drake, pubblicato il 15 settembre 2023 come primo estratto dall'ottavo album in studio For All the Dogs. La canzone vede la partecipazione della cantante statunitense SZA. Il brano ha debuttato alla prima posizione della Billboard Hot 100, diventando la 12ª numero uno di Drake e la 2ª di SZA.

## Antefatti
Nel singolo Mr. Right Now (2020), che vede la partecipazione di Drake, il rapper canadese rivela di aver avuto una relazione con la cantante SZA nel 2008. SZA ha inizialmente reagito defollowando Drake su Instagram. In seguito, nel 2020, la stessa ha confermato che i due si sono frequentati pubblicando su Twitter: "in realtà era il 2009. Comunque era tutto pace e amore". Nel dicembre 2022, ha nuovamente confermato che sono stati "bene" insieme.
Il 14 settembre i due artisti hanno condiviso una cover di un brano rappresentante l'attrice americana Halle Berry ricoperta di slime, fatto avvenuto durante i Nickelodeon Kids' Choice Awards del 2012, sui loro social media, alludendo a una collaborazione tra i due. Ad ogni modo i post non contenevano nessuna informazione rilevante, se non il fatto che i due artisti si erano taggati a vicenda sui post. Più tardi lo stesso giorno è stato annunciato il singolo, rivelando Slime You Out come titolo e indicando la pubblicazione al 15 settembre alle ore 12:00. Il 15 settembre Halle Berry ha dichiarato di non aver ricevuto richiesta né di aver concesso alcun permesso a Drake per l'utilizzo della sua foto come copertina del singolo, mostrando il suo disappunto nei confronti del rapper canadese.

## Descrizione
Il brano è stato prodotto da Drake, Noel Cadastre, Bnyx, Noah "40" Shebib e Dalton Tennant. Il testo è stato scritto dai due artisti in collaborazione con Noah Shebib, Benjamin Saint-Fort, Noel Cadastre, Dalton Tennant, C. Powell e G. Lapointe.
Slime out è un'espressione usata nello slang urban che fa riferimento alla pratica di sfruttare una persona solamente a scopi sessuali, senza alcun coinvolgimento emotivo. Nel testo, a differenza di quanto creduto inizialmente, Drake e SZA non fanno alcuna menzione alla loro relazione passata ma raccontano delle loro storie amorose e di come siano state le loro esperienze: entrambi gli artisti cercano qualcosa di più coinvolgente e profondo nelle loro relazioni ma, dopo aver visto l'immaturità dei loro partner, si ripromettono di andarci solamente a letto (cit: I will slime you out) senza cercare altro.
Nei suoi versi, Drake esprime tutta la delusione nei confronti delle ragazze che sono state con lui solamente per i suoi soldi, la sua fama e per il sesso, un aspetto che lo ha divertito ma che ora lo ha portato ad essere insoddisfatto. Il rapper racconta di come vorrebbe qualcosa di autentico e intenso, desiderando di incontrare una donna con cui riuscire ad avere un coinvolgimento mentale ed emotivo oltre che sessuale.
Nella parte di spettanza di SZA, la cantante si lamenta di come gli uomini siano falsi nei suoi confronti, utilizzandola solamente ai fini sessuali e poi spargendo voci irrispettose riguardanti momenti intimi. SZA racconta di quanto non sia vero che questi uomini non siano stati emotivamente coinvolti con lei, descrivendo le coccole e le attenzioni vicendevolmente scambiati, affermando che tutte le voci che queste persone mettono in giro non sono altro che bugie per vantarsi di essere andati a letto con lei. Ma la cantante mette un punto e si ripromette di non voler più perdere tempo con qualcuno che non sia sinceramente e rispettosamente coinvolto e preso da lei.

## Successo commerciale
Negli Stati Uniti, secondo i dati raccolti dalla Luminate, il brano ha registrato 32.6 milioni di streaming, 5.2 milioni di audience radiofonica e venduto 2.000 download, consentendogli di debuttare alla prima posizione della Billboard Hot 100. Slime You Out è, quindi, diventata la 71ª canzone a debuttare direttamente in vetta alla principale classifica statunitense, nonché la dodicesima e la seconda numero uno rispettivamente per Drake e SZA. Il brano ha, inoltre, esteso il record di Drake per il maggior numero di debutti alla numero uno con 8. Grazie a Slime You Out, invece, SZA ha ottenuto la seconda numero uno della carriera, dopo Kill Bill che aveva raggiunto la prima posizione nell'aprile 2023.
Il brano ha anche debuttato alla prima posizione della Hot R&B/Hip-Hop Songs e della Streaming Songs.

## Tracce
Testi di Aubrey Graham, Solána Imani Rowe, Noah Shebib, Benjamin Saint-Fort, Noel Cadastre, Dalton Tennant, C. Powell e G. Lapointe.
Download digitale
1. Slime You Out (feat. SZA) – 5:10

## Formazione
Musicisti
- Drake – voce
- SZA – voce

Produzione
- Drake – produzione
- Noel Cadastre – produzione
- Bnyx – produzione
- Noah "40" Shebib – produzione
- Dalton Tennant – produzione

## Classifiche
| Classifica (2023)   | Posizione massima |
| ------------------- | ----------------- |
| Australia           | 12                |
| Canada              | 2                 |
| Danimarca           | 21                |
| Emirati Arabi Uniti | 10                |
| Francia             | 87                |
| Germania            | 56                |
| Grecia              | 7                 |
| Irlanda             | 13                |
| Islanda             | 8                 |
| Italia              | 64                |
| Lettonia            | 17                |
| Lituania            | 40                |
| Lussemburgo         | 11                |
| Medio Oriente       | 16                |
| Norvegia            | 19                |
| Nuova Zelanda       | 9                 |
| Paesi Bassi         | 15                |
| Portogallo          | 25                |
| Regno Unito         | 10                |
| Stati Uniti         | 1                 |
| Sudafrica           | 3                 |
| Svezia              | 26                |
| Svizzera            | 19                |